# 황정순
황정순(黃貞順, 1925년 8월 20일~2014년 2월 17일)은 대한민국의 배우이다. 본관은 장수이다.

## 생애
1940년 연극배우 첫 데뷔하였고 이듬해 1941년 영화 《그대와 나》로 영화 배우 데뷔했다.

## 출연작

### 영화
- 1949년 《여성일기》
- 1949년 《파시》
- 1958년 《인생차압》
- 1958년 《어느 여대생의 고백》
- 1959년 《대원군과 민비》
- 1962년 《두만강아 잘 있거라》
- 1963년 《김약국의 딸들》 : 유현목 감독
- 1963년 《혈맥》 : 김수용 감독
- 1964년 《떠날 때는 말없이》 : 김기덕 감독
- 1964년 《니가 잘나 일색이냐》 : 김수용 감독
- 1968년 《아빠 아빠 우리 아빠》 : 김기덕 감독
- 1970년 《할아버지는 멋쟁이》 : 김강윤 감독
- 1971년 《명동에 흐르는 세월》 : 김효천 감독
- 1972년 《남과 여》 : 박호태 감독
- 1972년 《정과 정 사이에》 : 권영순 감독
- 1973년 《어머님 생전에》 : 이혁수 감독
- 1973년 《집행유예》 : 박노식 감독
- 1974년 《증언》 : 임권택 감독
- 1974년 《호랑이 아줌마》 : 심우섭 감독
- 1974년 《잊을수는 없겠지》 : 김진태 감독
- 1976년 《돌아온 팔도강산》 : 정소영 감독
- 1981년 《사람의 아들》 : 유현목 감독
- 1982년 《여자의 함정》 : 이경태 감독
- 1984년 《가고파》
- 1985년 《장남》 : 이두용 감독
- 1986년 《88 짝궁들》

### 드라마
- 1974년 《꽃피는 팔도강산》
- 1982년 ~ 1984년 《보통 사람들》
- 1985년 《찬란한 아침》
- 1986년 《전원일기》

### CF
- 1971년 미원
- 1983년 리본표 크노르 맛죽
- 1985년 삼성전자 삼성 세탁기 "점보 크리스탈" (Feat. 김민자)
- 1986년 ~ 1990년 동서식품 동서 차 시리즈
- 1986년 삼성전자 삼성 세탁기 "센서 크리스탈" (Feat. 김민자, 조용원, 이순재)
- 1986년 에이스침대

## 수상
- 1959년 제2회 부일영화상 여우조연상
- 1963년 제2회 대종상 여우조연상
- 1963년 제1회 청룡영화상 여우주연상
- 1964년 제7회 부일영화상 여우주연상 《혈맥》
- 1964년 제3회 대종상 여우주연상
- 1964년 제2회 청룡영화상 여우조연상
- 1965년 제3회 청룡영화상 여우조연상
- 1966년 제5회 대종상 여우조연상
- 1968년 제4회 백상예술대상 연극부문 여자 최우수연기상
- 1968년 제11회 부일영화상 여우조연상
- 1968년 제7회 대종상 여우조연상
- 1969년 제6회 청룡영화상 여우조연상
- 1989년 KBS 연기대상 공로상
- 1992년 보관문화훈장
- 2004년 제49회 대한민국 예술원상 연극,영화,무용부문
- 2004년 제3회 대한민국 영화대상 공로상
- 2007년 제8회 올해의 여성영화인상 공로상
- 2007년 7월 영화인 명예의 전당
- 2012년 제32회 한국영화평론가협회상 공로영화인상
- 2013년 제50회 대종상 영화발전공로상